# Démocrates conservateurs de Slovaquie
Pour les articles homonymes, voir KDS.
Les Démocrates conservateurs de Slovaquie (en slovaque : Konzervatívni demokrati Slovenska, KDS) sont un ancien parti politique slovaque fondé par quatre députés (František Mikloško, Vladimír Palko, Rudolf Bauer et Pavol Minárik) membres du Mouvement chrétien-démocrate, mais qui l'ont quitté le 21 février 2008 en raison de désaccords avec le président du parti. Le parti été fondé en juillet 2008 et a été dissous en 2014.
Les KDS présentent la candidature de František Mikloško lors de l'élection présidentielle slovaque de 2009. Il arrive en troisième position avec 101 573 suffrages, soit 5,42 % des voix.